# Scirtes cygnus
Scirtes cygnus is een keversoort uit de familie moerasweekschilden (Scirtidae). De wetenschappelijke naam van de soort werd in 2004 gepubliceerd door Chris H.S. Watts.